# Таусен, Ганс
Ганс Та́усен (дат. Hans Tausen; ок. 1494, Биркенде, о. Фюн — 11 ноября 1561, Рибе) — один из главных поборников реформации в Дании.
Сын крестьянина, юношей поступил в монастырь Антворскоу и был отправлен за границу для завершения своего образования. Познакомившись с учением Лютера, Таусен так увлёкся им, что перебрался в Виттенберг и стал ревностным приверженцем новой доктрины. Вызванный приором в Антворскоу, Таусен был заключён в тюрьму. Через год его отправили в монастырь в Виборге, приор которого, учёный Педер Иенсен, разрешил Таусену говорить проповеди в монастырской церкви. Своими проповедями Таусен скоро приобрёл огромную популярность. Когда разгневавшиеся на него монахи добились приказа епископа о заключении Таусена под стражу, горожане силой отстояли своего любимого проповедника.
В 1529 году король Фредерик I вызвал Таусена в Копенгаген, где он также приобрёл громкую известность. В 1530 году в Копенгагене был созван сейм для разрешения религиозных споров. В течение первых девяти дней на сейме в присутствии короля и государственного совета держали речи католики. На десятый выступил Таусен с «символом веры протестантов», содержавшим 43 тезиса. Католики представили возражение в 27 тезисах, изобиловавших натяжками и явными искажениями, и протестантам нетрудно было разбить все возражения пункт за пунктом. Кроме того, протестанты представили настоящий обвинительный акт против нерадивых слуг церкви — католических епископов. Реформационная партия, поддерживаемая королём, дворянством и бюргерами, одержала победу. После смерти короля католики, однако, вновь подняли головы. Таусен был присужден католическими епископами к изгнанию из Зеландии и лишению права произносить проповеди без особого разрешения со стороны местных епископов. Благодаря горячей защите горожан приговор над Таусеном не был приведён в исполнение.
В 1536 году дело реформации, энергично поддержанное королём Кристианом III, окончательно восторжествовало в Дании и Таусен получил полную свободу действия. В 1538 году он был назначен лектором богословия, а в 1542 году — епископом Рибской епархии. В Виборге ему воздвигнут памятник.